# Ilhas e Áreas Protegidas do Golfo da Califórnia
As Ilhas e Áreas Protegidas do Golfo da Califórnia são um Património Mundial que se localiza nos estados mexicanos de Baja California, Baja California Sur, Sonora, Sinaloa e Nayarit.
Este sítio compreende 244 ilhas, ilhotas e zonas costais localizadas no Golfo da Califórnia, no México.